# Alexis Tibidi (voetballer, 2003)
Alexis Ronaldo Tibidi (Lille, 3 november 2003) is een Frans-Kameroens professioneel voetballer die bij voorkeur als linksbuiten speelt. Hij is een zoon van eenmalig Kameroens international Alexis Flavien Tibidi.

## Clubcarrière

### VfB Stuttgart
Tibidi begon op 7-jarige leeftijd met voetballen bij ESA Brive. Hij maakte in 2018 de overstap naar Toulouse FC, waar hij in de jeugd ging spelen. In 2021 maakte hij de overstap van Toulouse onder 19 naar VfB Stuttgart waarmee hij de DFB Junioren Pokal 2021/22 won. Ook speelde hij voor het tweede team in de Regionalliga Südwest. Op 20 november 2021 maakte hij zijn debuut voor Stuttgart tegen Borussia Dortmund (2-1 nederlaag). Hij speelde in totaal dertien wedstrijden voor Stuttgart.

#### SCR Altach
In het seizoen 2022/23 werd hij voor een half seizoen verhuurd aan het Oostenrijkse SCR Altach. In zestien wedstrijden voor SCR Altach kwam hij tot vijf goals en een assist. Daarna keerde hij in de winter van 2023 terug bij VfB Stuttgart.

### Troyes AC
In de winterstop van 2023 werd Tibidi voor een bedrag van 2,6 miljoen verkocht aan Troyes AC. Daar speelde hij in het eerste halfjaar drie wedstrijden. Ook kwam hij driemaal uit voor het tweede team in de National 3.

### N.E.C.
Op deadlineday, 1 september 2023, werd bekend dat Tibidi voor één seizoen zou worden verhuurd aan N.E.C. uitkomend in de Eredivisie. Hij kampte met een trainingsachterstand en op 26 september maakte de club bekend dat Tibidi zijn herstel in Engeland voort ging zetten bij de City Football Group waarvan ook Troyes deel uitmaakt. Op 28 december 2023 maakte N.E.C. bekend dat het overeenstemming bereikt had met Troyes om de huurovereenkomst van Tibidi te ontbinden omdat zijn herstel te weinig progressie boekte. Hij speelde geen minuut voor de club.

### Manchester City
Op 31 januari 2024 werd Tibidi, die reeds in Engeland revalideerde, door Troyes, dat tot de City Football Group behoort, tot het einde van het seizoen uitgeleend aan Manchester City FC waar hij werd ingedeeld bij het onder 21 elftal dat uitkomt in de Premier League 2. Hij keerde medio 2024 niet terug bij het inmiddels gedegradeerde Troyes en vervolgde zijn loopbaan bij LASK Linz in Oostenrijk.

## Clubstatistieken

### Beloften
| Seizoen         | Club                | Competitie           | Competitie | Competitie |
| Seizoen         | Club                | Competitie           | Wed.       | Dlp.       |
| --------------- | ------------------- | -------------------- | ---------- | ---------- |
| 2021/22         | VfB Stuttgart II    | Regionalliga Südwest | 3          | 0          |
| 2022/23         | Troyes AC II        | National 3           | 2          | 0          |
| 2023/24         | Troyes AC II        | National 3           | 1          | 0          |
| 2023/24         | Manchester City -21 | Premier League 2     | 7          | 0          |
| Beloften totaal | Beloften totaal     | Beloften totaal      | 13         | 0          |

Bijgewerkt op 22 augustus 2024. 

### Senioren
| Seizoen                      | Club            | Competitie      | Competitie | Competitie | Beker | Beker | Overig | Overig | Totaal | Totaal |
| Seizoen                      | Club            | Competitie      | Wed.       | Dlp.       | Wed.  | Dlp.  | Wed.   | Dlp.   | Wed.   | Dlp.   |
| ---------------------------- | --------------- | --------------- | ---------- | ---------- | ----- | ----- | ------ | ------ | ------ | ------ |
| 2021/22                      | VfB Stuttgart   | Bundesliga      | 13         | 0          | 0     | 0     | –      | –      | 13     | 0      |
| 2022/23                      | → SCR Altach    | Bundesliga      | 16         | 5          | 2     | 0     | –      | –      | 18     | 5      |
| 2022/23                      | Troyes AC       | Ligue 1         | 3          | 0          | 0     | 0     | –      | –      | 3      | 0      |
| 2023/24                      | → N.E.C.        | Eredivisie      | 0          | 0          | 0     | 0     | –      | –      | 0      | 0      |
| 2024/25                      | LASK            | Bundesliga      | 4          | 0          | 2     | 0     | 2      | 0      | 8      | 0      |
| Carrière totaal              | Carrière totaal | Carrière totaal | 36         | 5          | 4     | 0     | 2      | 0      | 42     | 5      |
| Bijgewerkt op 12 maart 2025. |                 |                 |            |            |       |       |        |        |        |        |

## Internationaal
Tibidi is Frans jeugdinternational. Hij speelde drie wedstrijden voor Frankrijk onder 17 en speelde vier duels voor Frankrijk onder 20, waarin hij één keer scoorde. Hij nam deel aan het wereldkampioenschap voetbal onder 20 - 2023.